# Rhipidia (Rhipidia) curtiramosa
Rhipidia (Rhipidia) curtiramosa is een tweevleugelige uit de familie steltmuggen (Limoniidae). De soort komt voor in het Neotropisch gebied.